# Éli Junior Kroupi
Ne doit pas être confondu avec Éli Kroupi.
Éli Junior Kroupi, né le 23 juin 2006 à Lorient (Morbihan), est un footballeur franco-ivoirien qui évolue au poste d'avant-centre ou d'ailier gauche à l'AFC Bournemouth. 
Il est le fils de l'ancien international ivoirien, Éli Kroupi.

## Biographie

### Débuts et formation
Éli Junior Kroupi, né le 23 juin 2006 à Lorient, est le fils du footballeur international ivoirien Éli Kroupi. Il débute le football en août 2013 au centre de formation du FC Lorient où il fait toute sa formation et brille avec les équipes de jeunes. Considéré comme l'un des plus gros potentiels des Merlus, il signe son premier contrat professionnel à seulement 15 ans. 
Lors de la saison 2022-2023, il joue avec la réserve en National 2 et inscrit 7 buts en 15 matchs. Le 3 juin 2023, il débute en professionnel lors du dernier match de Ligue 1, contre le RC Strasbourg Alsace (victoire 2-1), remplaçant Romain Faivre à la 82e minute de jeu. À l'âge de 16 ans et 345 jours, il est le troisième plus jeune joueur à avoir joué en Ligue 1 cette saison-là, derrière Warren Zaïre-Emery et Leny Yoro.

### Passage professionnel au FC Lorient
Éli Junior Kroupi est véritablement intégré dans l'effectif professionnel du club lors de l'été 2023 où il effectue la plupart des matchs de préparation avec l'équipe première, avant de prolonger un an chez les Merlus.
Il joue son premier match de la saison 2023-2024 à la 2e journée de Ligue 1 lors d'une réception de l'OGC Nice. Il rentre alors en jeu à la 71e minute de jeu à la place de Jean-Victor Makengo et délivre la première passe décisive de sa carrière professionnelle 6 minutes plus tard, amenant un but de Siriné Doucouré qui permet à son club d'obtenir le point du nul (1-1),. Il est pour la première fois titularisé avec l'équipe première lors de la 5e journée de Ligue 1 contre l'AS Monaco où il est une nouvelle fois passeur décisif après un match nul 2-2,. Il débloque son compteur de but en professionnel le match suivant contre le FC Nantes en inscrivant le premier but de la partie malgré une défaite 5 buts à 3 de son équipe. C'est encore deux matchs plus tard, le 8 octobre 2023, qu'il se fait réellement remarquer lors d'un déplacement à Lyon en s'offrant un magnifique doublé sur la pelouse du Groupama Stadium, après un match nul 3 buts partout.

### Parcours en sélection
Éli Junior Kroupi est un international junior de l'équipe de France, appelé pour la première fois avec les moins de 16 ans en octobre 2021. Il est devient rapidement un buteur prolifique en équipe de France de jeunes, en U16, et encore plus en U17, marquant 9 buts lors de ses 9 premières sélections,.
En mai 2023, il est sélectionné par Jean-Luc Vannuchi pour le Championnat d'Europe des moins de 17 ans, alors que la France est championne en titre. Il est cependant contraint d'abandonner sur blessure, alors que son équipe allait finalement atteindre la finale de la compétition.

## Statistiques
| Saison                | Club                  | Championnat           | Championnat | Championnat | Championnat | Coupe(s) nationale(s) | Coupe(s) nationale(s) | Coupe(s) nationale(s) | Total | Total | Total |
| Saison                | Club                  | Division              | M.          | B.          | P.d.        | M.                    | B.                    | P.d.                  | M.    | B.    | P.d.  |
| 2022-2023             | FC Lorient            | Ligue 1               | 1           | 0           | 0           | -                     | -                     | -                     | 1     | 0     | 0     |
| 2023-2024             | FC Lorient            | Ligue 1               | 30          | 5           | 3           | 1                     | 0                     | 0                     | 31    | 5     | 3     |
| 2024-2025             | FC Lorient            | Ligue 2               | 30          | 22          | 2           | 2                     | 1                     | 0                     | 32    | 23    | 2     |
| Sous-total            | Sous-total            | Sous-total            | 61          | 27          | 5           | 3                     | 1                     | 0                     | 64    | 28    | 5     |
| 2025-2026             | AFC Bournemouth       | Premier League        | 1           | 0           | 0           | -                     | -                     | -                     | 1     | 0     | 0     |
| Total sur la carrière | Total sur la carrière | Total sur la carrière | 62          | 27          | 5           | 3                     | 1                     | 0                     | 65    | 28    | 5     |

## Palmarès

### En club
FC Lorient
- Championnat de Ligue 2 (1) :
  - Champion : 2025

### Distinctions personnelles
- Trophée UNFP du Meilleur joueur de Ligue 2 en 2025[24]
- Nommé dans l'équipe-type de Ligue 2 aux Trophées UNFP du football 2025[25]’[26]
- Meilleur buteur de Ligue 2 en 2025 avec 22 buts.